# Jerzy Kamrowski
Jerzy Kamrowski (ur. 21 kwietnia 1950, zm. 6 kwietnia 2011) – polski malarz, poeta, historyk i krytyk sztuki, autor publikacji z dziedziny sztuki i archeologii. Kustosz i konserwator zbiorów Muzeum Archeologicznego w Gdańsku.

## Życiorys
Absolwent Uniwersytetu Mikołaja Kopernika w Toruniu (UMK). Studiował na Wydziale Malarstwa Państwowej Wyższej Szkoły Sztuk Pięknych we Wrocławiu (1973) oraz w Paryżu w L`Ecole Superieure des Beaux-Arties (1984). 
Laureat Nagrody Artystycznej Miasta Gdyni za rok 1997. Został pochowany na cmentarzu parafialnym przy kościele pw. Matki Bożej Bolesnej w Gdyni Orłowie.

## Wystawy i nagrody
Wystawy indywidualne:
- 1973 - Galeria u Kocura, Praha, Czechy
- 1977 - Strachy, Piwnica Świdnicka, Wrocław
- 1978 - Galeria Square, Cleveland
- 1980 - Papierzyska, papiery, papierki, Galeria KMPiK, Gdańsk
- 1984 - L' Insurrection, Galeria 111, Odeon,  Paryż, Francja
- 1986 - Refrains, Royal Lyceum Theatre, Edynburg, Wielka Brytania
- 1990 - Galeria Line, Amsterdam, Holandia
- 1991 - Galeria ARCHE, Gdańsk
- 1991 - Galeria Maria-France Lancelle, Paryż, Francja
- 1992 - Galeria Promocyjna, Muzeum Narodowe, Gdańsk
- 1992 - Galeria Sorge Jansen, Amsterdam, Holandia
- 1993 - Czas odnaleziony, Galeria GTPS, Gdańsk
- 1993 - Galeria FOZ, Gdańsk
- 1995 - Galeria Red Stage, Londyn, Wielka Brytania
- 2007 - Galeria Jesionowa, Gdańsk

Wystawy zbiorowe:
- 1979 - The marriage of idea, Galeria Martin's Art. Boston Wielka Brytania (wyróżnienie)
- 1981 - Triangle Workshop, Contemporary Art. Society, Nowy Jork, USA (brązowy medal)
- 1987 - Speculum, Mannheim, Niemcy
- 1990 - Qeuvres sur papier, Festival International de Musique, Bruksela, Belgia
- 1991 - Wystawa Przyjaciół, Galeria ARCHE, Gdańsk
- 1993 - Sztuka jest kodem, nie gwarą, muzeum  Lębork
- 1994 - Ways, Galeria d'Arte Moderna, Wenecja, Włochy (srebrny medal)
- 1994 - Biblia we współczesnym malarstwie polskim, Muzeum Narodowe, Gdańsk
- 1994 - 4 Salon Plastyki Gdyńskiej, muzeum, Gdyni
- 1994 - Inflacja obrazu - obraz inflacji, Galeria Strome Schody, Lębork
- 1995 - Analogie i konteksty,muzeum, Lębork
- 1995/1996 - New, Galeria Regent's, Londyn, Wielka Brytania
- 1996 - Obraz końca wieku, muzeum, Lębork  (wyróżnienie)
- 2001 - I Ogólnopolskie Biennale Malarstwa i Tkaniny Unikatowej.  Trójmiasto '2001, Gdańsk
- 2003 - II Ogólnopolskie Biennale Malarstwa i Tkaniny Unikatowej. Trójmiasto '2003, Gdańsk
- 2009 - Kolekcja Galerii, Galeria Pionova, Gdańsk